# Fonds français Muskoka
Le Fonds Muskoka a pour objectif de réduire la mortalité maternelle,, néonatale et infantile et d'accélérer l'atteinte des objectifs du millénaire pour le développement (OMD) 4 et 5.

## Historique
À travers le Fonds Muskoka, créé à la suite du sommet du G8 tenu à Muskoka au Canada en 2010, la France s'est engagée à fournir une contribution complémentaire totale de 500 millions d'euros jusqu'en 2015, en faveur de la santé des femmes et des enfants, et de la promotion des droits sexuels et reproductifs.

## Fonctionnement
Le Fonds Muskoka est mis en œuvre par l’Agence française de développement (AFD) et par quatre organismes des Nations unies - l'Organisation mondiale de la Santé, Le Fonds des Nations unies pour l'enfance (UNICEF), Le Fonds des Nations unies pour la population (UNFPA) et ONU Femmes. 
95 millions d'euros sont investis à travers les quatre organisations onusiennes,, qui sont actives dans le cadre du Fonds français Muskoka, dans 6 pays d'Afrique de l'Ouest et du Centre (Bénin, Côte d'Ivoire, Guinée, Sénégal, Tchad, Togo) 
Ces quatre agences de l'ONU mettent en œuvre sur le terrain des interventions stratégiques dites à haut impact dans quatre domaines :
- Santé maternelle
- Santé infantile et néonatale
- Planification familiale

- Santé sexuelle et de la reproduction des jeunes et adolescents

Une évaluation conjointe des interventions du Ministère des Affaires Etrangères et du Développement International et de l’Agence française de développement en matière de santé maternelle et infantile pour mettre en œuvre les engagements pris par la France à Muskoka a été effectuée en avril 2015.